# BMW E46 M3
El BMW E46 M3 es la tercera generación del BMW M3, versión deportiva del mítico BMW Serie 3, producido por el fabricante alemán BMW de 2000 a 2006.

## Presentación
Fue mostrado al público primero como un concepto de estudio de diseño en el Salón del Automóvil de Fráncfort de 1999. La versión final de producción fue develada en el Salón del Automóvil de Ginebra en marzo de 2000.
Se introdujo al mercado en septiembre de 2000 en versión coupé y cabriolet en marzo de 2001, hasta que desapareció del mercado en septiembre de 200y en marzo de 2007 la cabriolet. Montaba el que ha resultado ser hasta la fecha el motor más laureado de la historia del automóvil, premio otorgado por la International Engine Of The Year Awards, ganando el premio al mejor motor durante todos los años en los que produjo el modelo, es decir, seis veces consecutivas. Este prestigioso motor es conocido con el nombre de S54, el cual estaba desarrollado por BMW Motorsport. De esta variante M3 conocida como E46 no existieron versiones berlina ni touring.

## Características

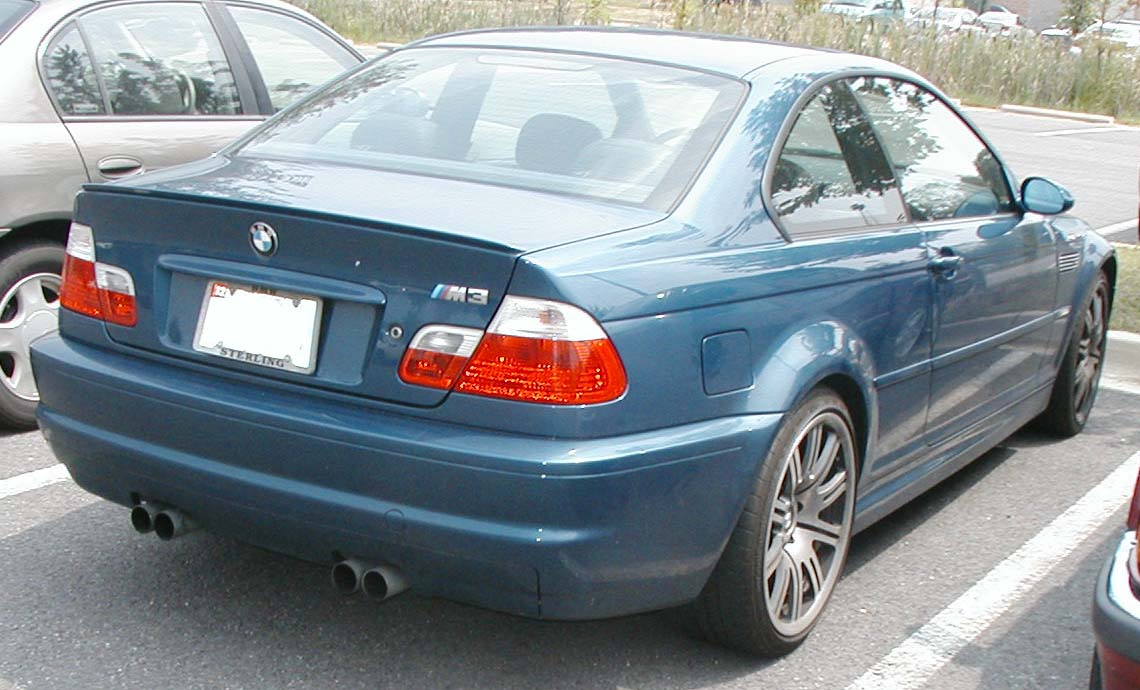
Vista trasera del coupé en azul Topacio

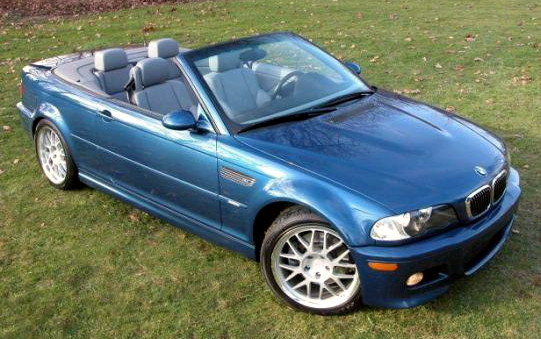
Cabriolet

El S54 fue el motor de seis cilindros en línea de 3246 cm³ (3,2 litros) al que BMW trasladó al M3 el concepto de altas revoluciones empleado en la Fórmula 1, aunque eso sí, debidamente adaptado para un coche de fabricación en serie apto para el día a día. A 8000 rpm, sus seis pistones de alcanzaban una velocidad de más de 20 m (66 pies) por segundo, es decir, prácticamente igualaba el ritmo de los pistones del motor de un Fórmula 1 de la época. No había nada parecido en el segmento: producía 343 CV (338 HP; 252 kW) a las 7900 rpm y un par motor máximo de 365 N·m (269 lb·pie) a las 4900 rpm pesando 1570 kg (3461 libras), con lo que le permitía acelerar de 0 a 100 km/h (62 mph) en 5,2 segundos. De esta forma, obtuvieron una potencia específica de 105,7 CV por litro, un valor que muy pocos deportivos con motor atmosférico podían alcanzar. Debido a su extraordinario rendimiento y al dinámico comportamiento, fue necesario desarrollar numerosos sistemas de un modo más sofisticado que para un automóvil convencional. Sistemas como la lubricación mediante un cárter semiseco, que permitía garantizar la lubricación interna de la mecánica en fuertes apoyos y ante frenadas de consideración, a pesar de la inclinación del bloque, que estaba tumbado 30 grados hacia la derecha.
Una particularidad de cualquier BMW M es el diferencial autoblocante que siempre ha formado parte del equipamiento de serie pero para esta generación. En Múnich desarrollaron un nuevo diferencial que sustituyó al anterior, que tenía un tarado fijo del 25%, estrenando así un diferencial autoblocante variable M, que permitía variar el tarado de bloque entre el 0 y el 100% en función de las circunstancias. Este dispositivo trabajaba en asociación con el control dinámico de estabilidad, lo que hizo que tuviera unas cualidades de conducción sobre asfalto resbaladizo impensables en coches deportivos de propulsión trasera. En cuanto al sistema de frenada, montaba unos frenos de alto rendimiento y grandes dimensiones, con discos compuestos autoventilados y perforados junto con pinzas (cálipers) flotantes en las cuatro ruedas. De esta forma, consiguieron aligerar el peso no suspendido en 0,7 kg (1,5 libras) en cada una de las ruedas delanteras y en 0,8 kg (1,8 libras) en las traseras. Como resultado, presumía de una potencia de frenado extraordinaria y necesitaba solamente 35 m (115 pies) para frenar de 100 km/h (62 mph) a 0.
También estrenó una transmisión manual secuencial SMG II ("Sequential Manual Gearbox") de segunda generación, que se podía manejar desde unas levas ubicadas detrás del aro del volante, al igual que en un Fórmula 1. El conductor podía pisar a fondo el acelerador mientras cambiaba de relación y el sistema de control electrónico del motor se encargaba de cortar la potencia durante milisegundos para que el actuador hidráulico abriera o cerrara el embrague a máxima velocidad. Ofrecía seis programas de funcionamiento diferentes, que afectaban al ritmo de inserción, que en el modo más agresivo se llegaba a completar en  solamente 80 milisegundos.
| Variantes          | Motor y código    | Cilindrada            | Diámetro x carrera           | Relación de compresión | Potencia máxima                    | Par máximo                      | Peso              |
| ------------------ | ----------------- | --------------------- | ---------------------------- | ---------------------- | ---------------------------------- | ------------------------------- | ----------------- |
| Estándar           | 6 en línea S54B32 | 3246 cm³ (3,2 litros) | 87 x 91 mm (3,43 x 3,58 plg) | 11,5:1                 | 343 CV (338 HP; 252 kW) @ 7900 rpm | 365 N·m (269 lb·pie) @ 4900 rpm | 1570 kg (3461 lb) |
| CSL                | 6 en línea S54B32 | 3246 cm³ (3,2 litros) | 87 x 91 mm (3,43 x 3,58 plg) | 11,5:1                 | 360 CV (355 HP; 265 kW) @ 7900 rpm | 370 N·m (273 lb·pie) @ 4900 rpm | 1385 kg (3053 lb) |
| GTR                | V8 P60B40         | 3997 cm³ (4 litros)   | 94 x 72 mm (3,70 x 2,83 plg) | 13,0:1                 | 500 CV (493 HP; 368 kW) @ 7500 rpm | 480 N·m (354 lb·pie) @ 5500 rpm | 1250 kg (2756 lb) |
| GTR Straßenversion | V8 P60B40         | 3997 cm³ (4 litros)   | 94 x 72 mm (3,70 x 2,83 plg) | n/a                    | 380 CV (375 HP; 279 kW) @ 7000 rpm | 365 N·m (269 lb·pie) @ 5000 rpm | 1350 kg (2976 lb) |

## Modelos especiales
Se han producido varios modelos, incluyendo el M3 Sport, Winter, Competition, el M3 CSL, el M3 GTR V8 de producción limitada y el M3 ZCP, en Estados Unidos y Europa continental, que se conoce Como el M3 CS (Coupe Sport) en el Reino Unido.[cita requerida]

### M3 Touring (2000)

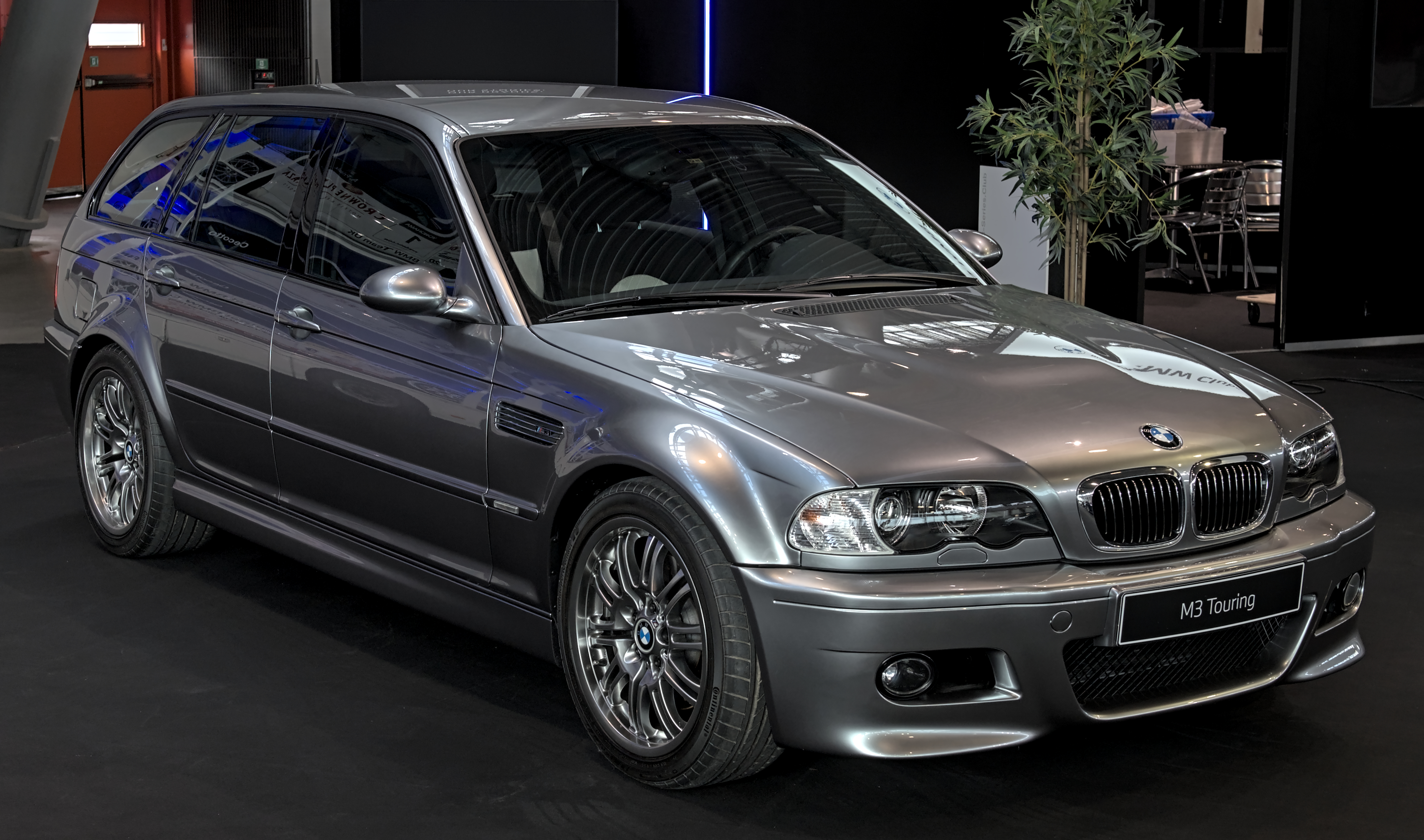
M3 Touring de 2000 en Retro Classics de 2025.

Es un prototipo que demuestra la posibilidad de integrar un M3 Touring en la producción en curso del BMW Serie 3 Touring estándar con muy poca dificultad, incluyendo la reelaboración de puertas traseras para adaptarlas a los arcos de la rueda trasera sin la necesidad de herramientas nuevas y costosas.

### M3 GTR

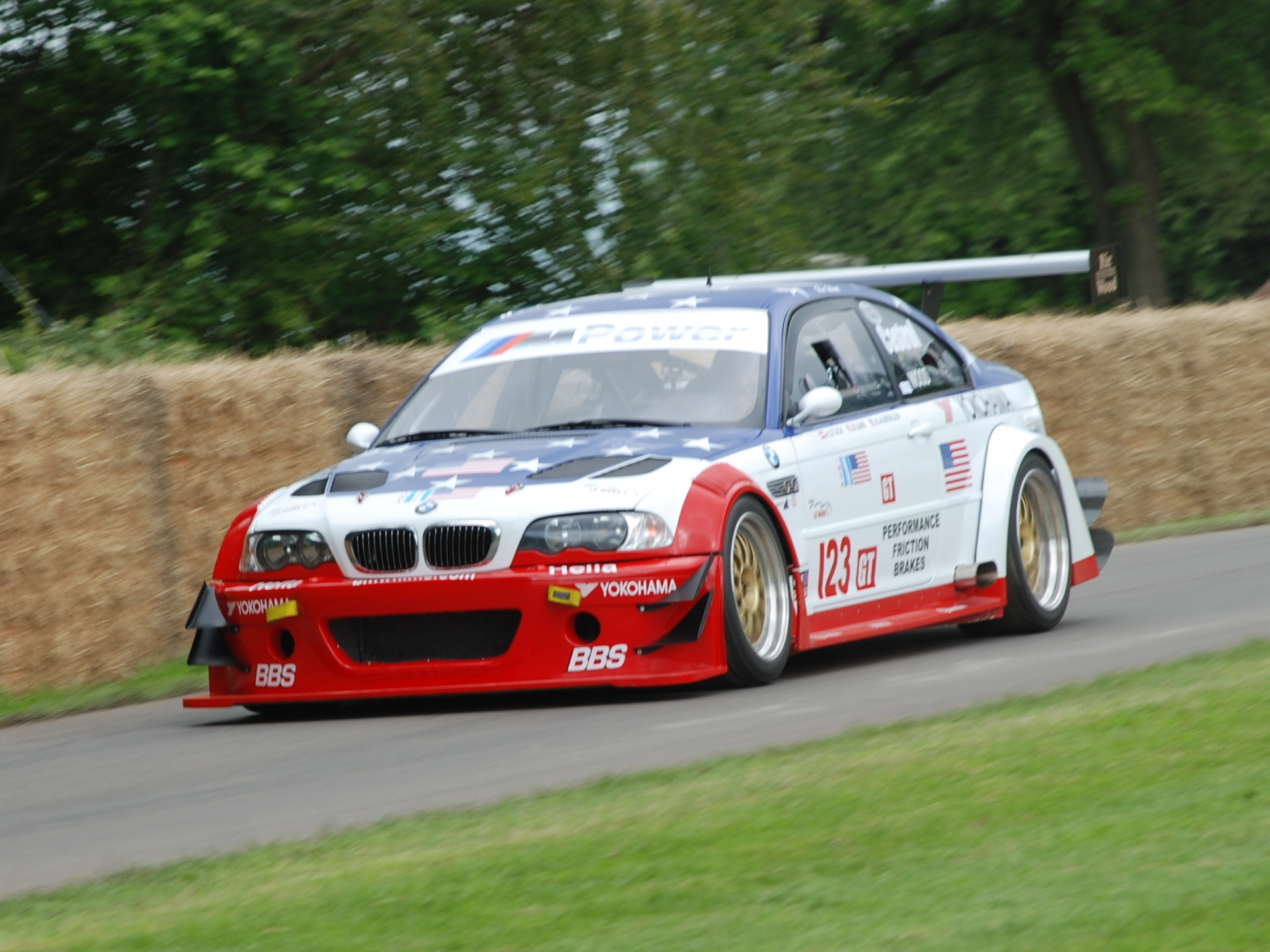
En el Festival de Velocidad de Goodwood de 2016

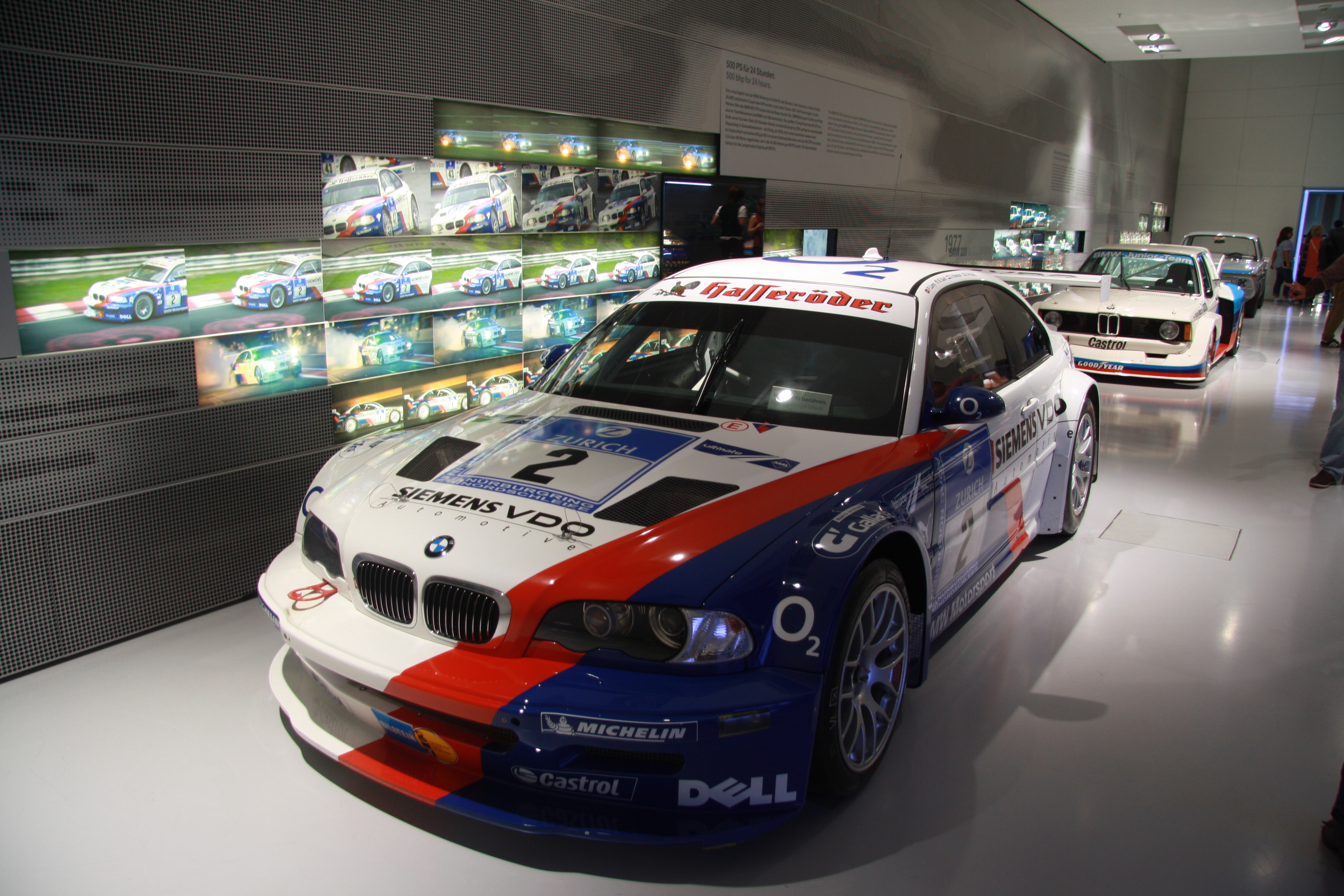
En el Museo BMW en Múnich

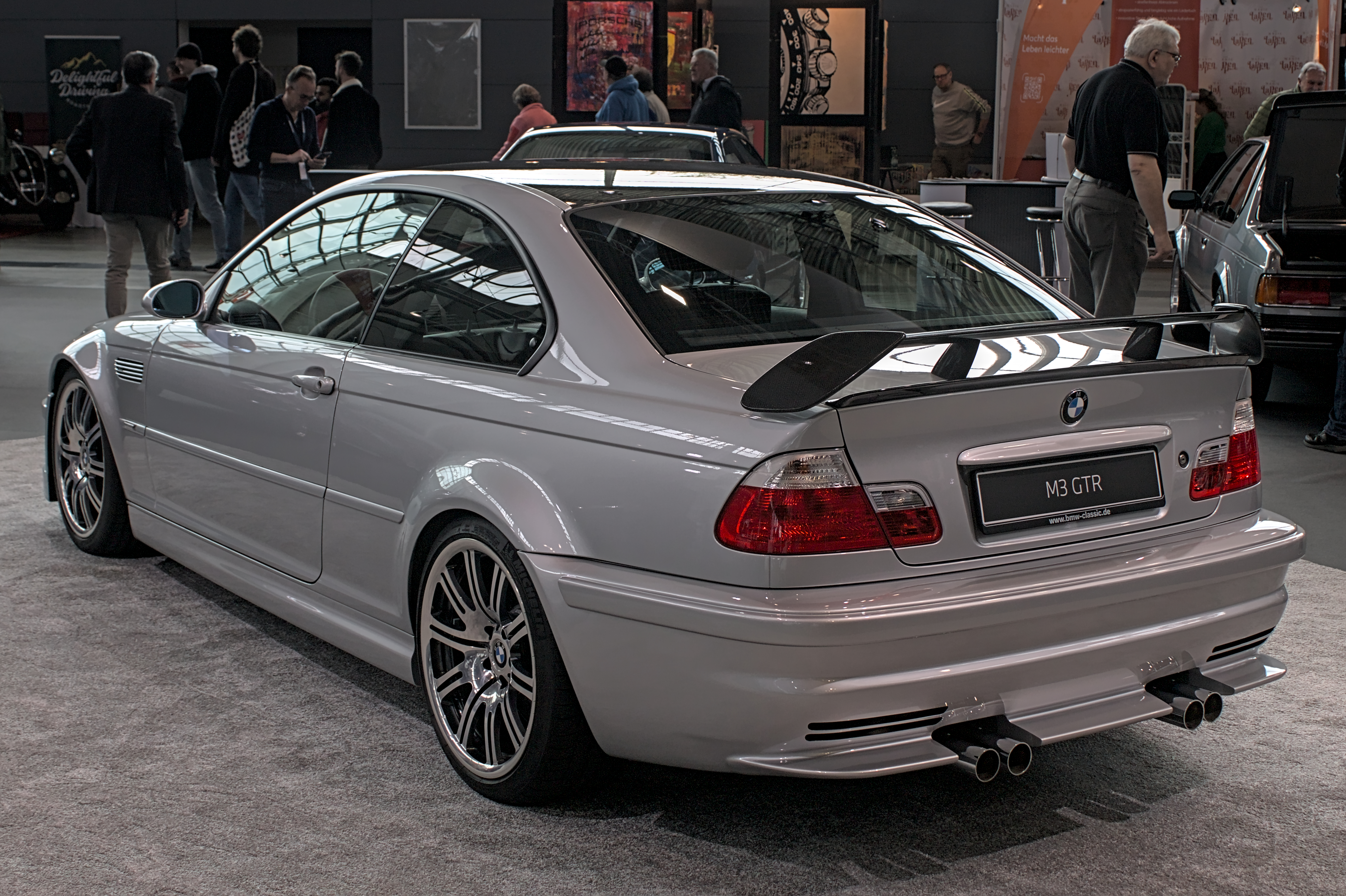
Straßenversion de 2002 en Retro Classics de 2024.

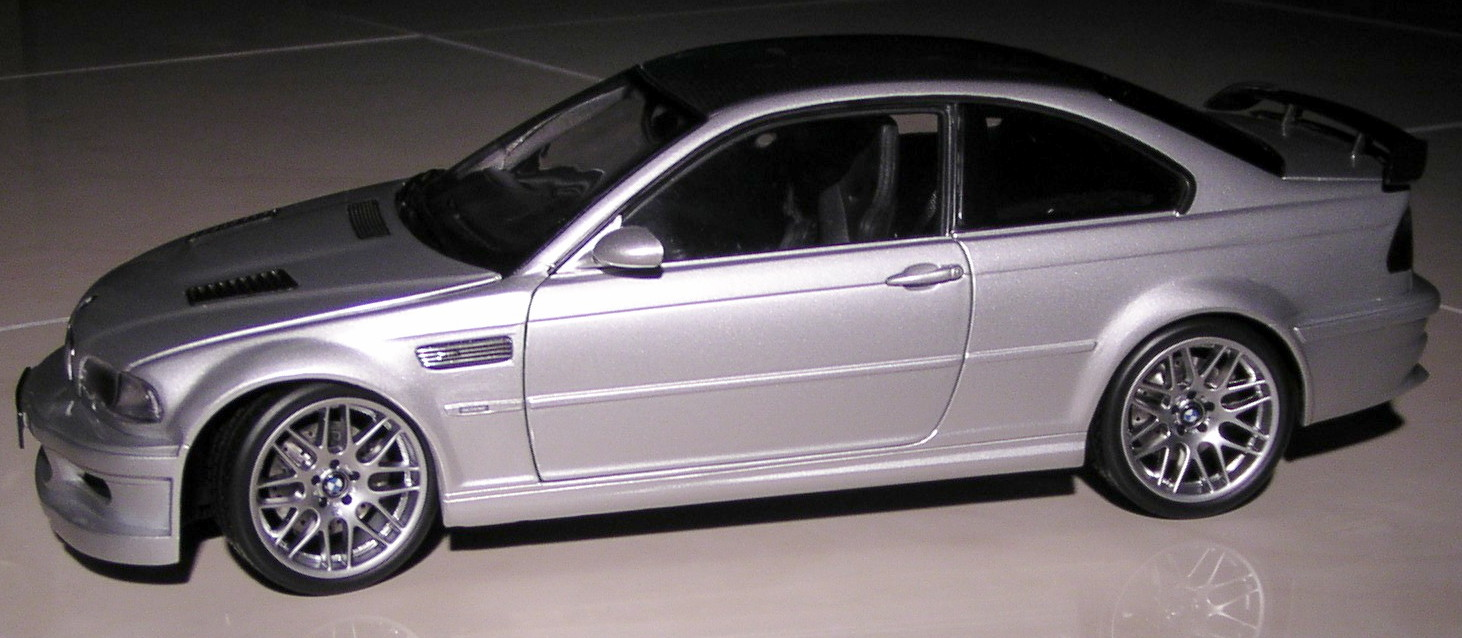
Straßenversion (modelo a escala).

Un E46 GTR vino a la vida en febrero de 2001, con un motor V8 P60B40 de 3997 cm³ (4 litros) produciendo 500 CV (493 HP; 368 kW). A diferencia de las seis versiones de M3 que fueron superadas por el Porsche 996 GT3, la versión de carreras del E46 M3 GTR 16, introducido por Schnitzer Motorsport, tuvo mucho éxito en el American Le Mans Series (ALMS) con el piloto de fábrica de BMW Jörg Müller, asegurando el título de GT 2001.
Los rivales tales como Porsche indicaron que este coche era más de un prototipo que ningún V8 estaba disponible en el BMW E46. En 2001, las regulaciones de ALMS declararon que los automóviles deberían estar a la venta en dos continentes dentro de los doce meses de la publicación de las reglas. Para cumplir con esta regla, BMW puso diez GTR de carretera en venta después de la temporada 2001, por 250 000 €.
Las reglas de ALMS fueron alteradas para el año 2002 para indicar que se deben construir 100 coches y 1000 motores para que el coche califique sin penalizaciones. Aunque BMW podría haber corrido el V8 con las nuevas penalidades de peso y potencia bajo estas nuevas regulaciones, optaron por retirarse de la ALMS, acabando efectivamente con la corta vida de la carrera de M3 GTR.
Dos vehículos de M3 GTR de Schnitzer vieron una reaparición en 2003 en las 24 Horas de Nürburgring, ganando el 1-2 en 2004 y 2005, así como entradas en las 24 Horas de Spa. La cobertura a bordo registrada en 2004 Hans-Joachim Stuck atascó, Pedro Lamy, Jörg Müller y Dirk Müller en Nürburgring y Spa Francorchamps.
Los equipos privados Scheid, Getrag, etc. también tenían motores V8 de 3997 cm³ (4 litros) en la carrocería del E46 para competir en el Nürburgring, ganando un VLN en los últimos años.
En noviembre de 2003, el equipo de carreras australiano Prancing Horse Racing Scuderia importó un E36 M3 GTR de América como un reemplazo de su Ferrari 360 # Race modelos Ferrari 360 N-GT para competir en la Carrera de las 24 Horas Bathurst de 2003 en el circuito famoso del panorama del montaje, con los planes de guardar el coche en Australia para competir en el campeonato 2004 de la taza australiana de las naciones para los coches del estilo de Grand Touring GT. El GTR, accionado por el V8 BMW N62, llegó a Australia una semana antes de la carrera de las 24 Horas de Bathurst y después de una preparación apresurada, John Bowe calificó el coche en el tercer lugar. Después de correr fácilmente en los primeros cinco durante las primeras horas de la carrera, el coche sufrió su primer problema cuando un eje de la zaga se rompió. El coche fue retirado eventualmente después de 131 vueltas con daño después de un choque con la raza que ganaba Holden Monaro 427C de Peter Brock. En última instancia PHR Scuderia no compitió en el campeonato australiano de la taza de las naciones en las 2004 24 Horas de Bathurst, siendo su única carrera en el país. Maranello Motorsport: Ferrari Ventas, Servicio, Restauración y Carreras en Melbourne, Australia.[cita requerida]

### M3 CSL

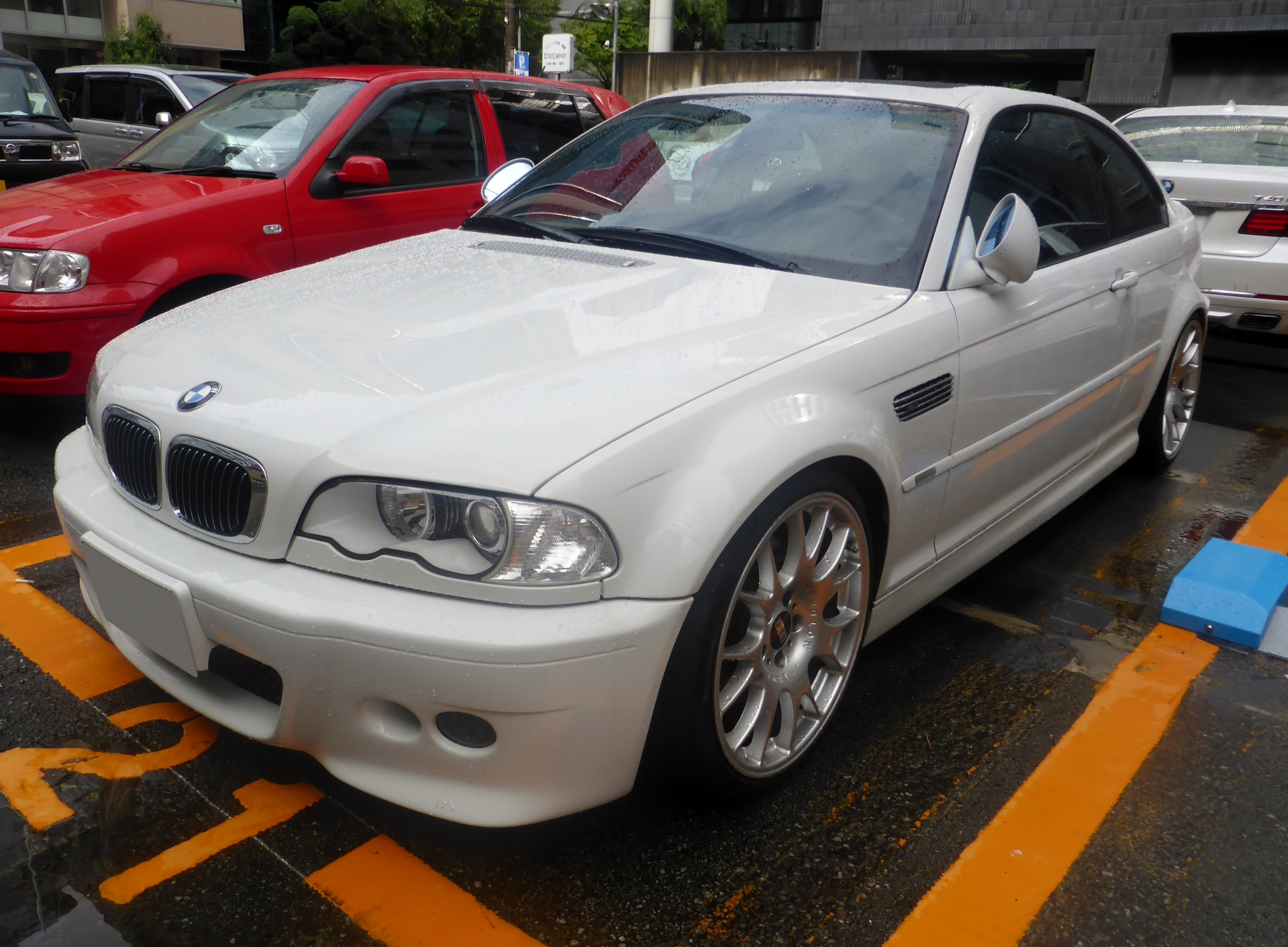
M3 CSL (E46).

El M3 CSL (Coupe Sport Leichtbau) era una edición limitada, con 1400 coches producidos para su modelo 2004 y solamente estaba disponible en dos colores: gris plateado metálico y negro zafiro metálico. Como su nombre indica, se hizo hincapié en la reducción de peso.
Recibió un sistema de control de estabilidad dinámica con un ajuste de "M track mode" que permitió que el automóvil fuera empujado a sus límites absolutos antes de ser activado. La velocidad máxima era limitada, pero en la producción de una licencia actual de Motorsport, los coches pedidos de la fábrica podrían ser pedidos sin esta restricción.
El motor utilizado había aumentado la producción sobre el regular sobre el M3 europeo. Esto se debe al uso de árbol de levas de perfil más afilado, una mayor toma de aire con colector de fibra de carbono, un refinamiento del colector de escape y válvulas de escape ligeramente diferentes.
También tuvo varias modificaciones estéticas sobre el M3 estándar. Recibió un paquete de carrocería ligera aerodinámica que incluyó divisores delanteros de fibra de carbono, que mejoraron la fuerza descendente a altas velocidades en un 50%, así como un difusor trasero de fibra de carbono. El parachoques delantero tenía un agujero distinto que se utiliza para atraer el aire fresco en la entrada de aire recién diseñada. La cubierta del piso del tronco estaba hecha de fibra ligera, no de cartón como infame descrito por el presentador del programa Top Gear de la BBC Jeremy Clarkson. La tapa del tronco fue rediseñada para incorporar un labio elevado, a diferencia del M3 estándar, donde uno simplemente se agrega a un tronco plano.
Se vendió con distintos rines de aleación de peso ligero fundido BBS, que venía con neumáticos Michelin Pilot Sport Cup de 19 pulgadas (48,3 cm). El interior era rediseñado con un tema deportivo de ahorro de peso. La consola central, los paneles de las puertas y el revestimiento y el revestimiento de la cabeza, están formados por fibra de carbono y el volante ha sido rediseñado con control de crucero, estéreo y controles de teléfono eliminados para incluir un solo botón que active el modo de pista M. Se ofreció solamente con la transmisión SMG II.

#### M3 CSL (Competition Package)
El paquete incluye:
- Rines de aleación, comercializado como "forjado", de 19 pulgadas (48,3 cm) spin-cast BBS (flujo formado); 19 x 8 pulgadas (48,3 x 20,3 cm) en el eje delantero y 19 x 9,5 pulgadas (48,3 x 24,1 cm) en el trasero: pesa, el frente de 8 pulgadas (20,3 cm) es exclusivo para el ZCP / CS, el CSL tiene la versión de 8,5 pulgadas (21,6 cm), los traseros son los mismos que el CSL.
- Tasas de resorte especialmente ajustadas para el Paquete de Competencia; Esto fue trasladado a toda la producción de M3 a partir del 12/04.
- Cremallera de dirección de CSL: Relación de dirección más directa de 14.5:1, contra estándar M3s 15.4:1.
- Modo M-Track de CSL habilitado con un botón montado en el volante, borrado del control de crucero y los controles de radio / teléfono montados en el volante.
- Disco / rotor delantero más grande de CSL de 13,6 pulgadas (34,5 cm) desde 12,6 pulgadas (32,0 cm) con pinzas estándar M3, pero pintado en negro y con soportes de pinzas más grandes.
- El pistón más grande de CSL en los calibradores traseros y los rotores estándar de la parte posterior de 12,9 pulgadas (32,8 cm), otra vez, con las pinzas pintadas negras.
- Volante de Alcantara y tapas de freno de mano.
- Pintura exterior Azul Interlagos disponible como una opción de color exclusivo.
- Cubo interior de aluminio cubierto opcional.[cita requerida]

En el Reino Unido la versión CSL se refiere a menudo como Club Sport.

## En la cultura popular
La versión de carreras GTR aparece en la serie de videojuegos de carreras Need for Speed.